# Dean Spanos
Dean Alexander Spanos (Stockton, 26 maggio 1950) è un imprenditore e dirigente sportivo statunitense, figlio del fondatore della A. G. Spanos Companies Alex Spanos e proprietario dei Los Angeles Chargers della National Football League (NFL).

## Los Angeles Chargers
Spanos fu nominato amministratore delegato dei Chargers all'inizio del 1994. Sotto la direzione di Spanos la squadra vinse 113 gare tra il 2004 e il 2014, inclusi cinque titoli della AFC West division e quattro gare di playoff.
Nel maggio 2015, Spanos cedette il controllo della squadra ai suoi figli, John and A.G., anche se rimase nel ruolo di chairman per sovrintendere un fallito tentativo di costruzione di un nuovo stadio.
Dopo che una proposta per un nuovo stadio nel centro di San Diego fallì nel novembre 2016 con solo il 43% di favorevoli, i Chargers iniziarono a valutare di tornare sul mercato di Los Angeles.
Nel gennaio 2017 Spanos esercitò l'opzione per trasferire la squadra a Los Angeles. Lo spostamento fu acconto con critiche da San Diego per non essere riusciti a trovare una soluzione per un nuovo stadio in città, malgrado 15 anni di fallite proposte bloccate dai dirigenti cittadini.
Nel 2020 fu completata la costruzione del nuovo stadio di Chargers, il SoFi Stadium, condiviso con i Los Angeles Rams. La struttura è di proprieta di StadCo LA, LLC., una partnership con Kroenke Sports & Entertainment e i Los Angeles Chargers.